# Managua-søen
Managua-søen (også kendt som Xolotlán-søen) er en sø i det mellemamerikanske land Nicaragua. Den er omkring 65 km lang og 25 km bred.
Søen er alvorligt forurenet, delvis af virksomheden Kodak som smed kviksølv i den i 1950'erne. Nogle af byen Managuas beboere bor stadig ved søens bredder og spiser fisk derfra. De kender til forureningen, men har på grund af fattigdom ingen anden måde at få mad på.
Under orkanen Mitchs hærgen i 1998 steg vandstanden tre meter på fem dage, hvilket ødelagde mange huse, der lå ved søbredden.
Via en flod er søen forbundet med Nicaragua-søen.
12°20′N 86°25′V / 12.333°N 86.417°V